# Karen Ciaurro
Karen Ciaurro (Roma, 18 ottobre 2002) è un'attrice italiana.

## Biografia
Karen Ciaurro nacque a Roma il 18 ottobre 2002. Studiò nella scuola media Don Bosco di Montesacro e frequentò il liceo classico paritario Maria Ausiliatrice.
La sua carriera iniziò nel 2009, come attrice di cinema e fiction TV. Nel 2009 partecipò a Ballando con le stelle nella sezione Ballando con le stelline. 
Nel 2012 interpretò Marina nella serie televisiva della Rai Questo nostro amore, ruolo che le fu assegnato anche nella seconda stagione ambientata negli anni '70, intitolata Questo nostro amore '70.

## Filmografia

### Cinema
- Due partite, regia di Enzo Monteleone (2009)
- Il compleanno, regia di Marco Filiberti (2009)

### Televisione
- Un caso di coscienza, regia di Luigi Perelli (2009-2013)
- Le cose che restano, regia di Gianluca Maria Tavarelli (2010)
- Anna e i cinque, regia di Franco Amurri (2011)
- Questo nostro amore, regia di Luca Ribuoli (2012-2014)
- Ombrelloni, regia di Riccardo Grandi (2013)
- Le tre rose di Eva , regia di Raffaele Mertes (2013)
- Il tredicesimo apostolo, regia di Alexis Sweet (2014)